# لوئیس کارلوس فریرا
لوئیس کارلوس فریرا (انگلیسی: Luiz Carlos Ferreira؛ زادهٔ ۲۲ اوت ۱۹۵۸) معروف به لوئیزینیو ،بازیکن فوتبال اهل برزیل است.
از باشگاه‌هایی که در آن بازی کرده‌است می‌توان به باشگاه فوتبال اتلتیکو مینیرو، باشگاه فوتبال اسپورتینگ پرتغال، و باشگاه ورزشی کروزیرو اشاره کرد.
وی همچنین در تیم ملی فوتبال برزیل بازی کرده‌است.